# St. Laurentius (Reichenburg)

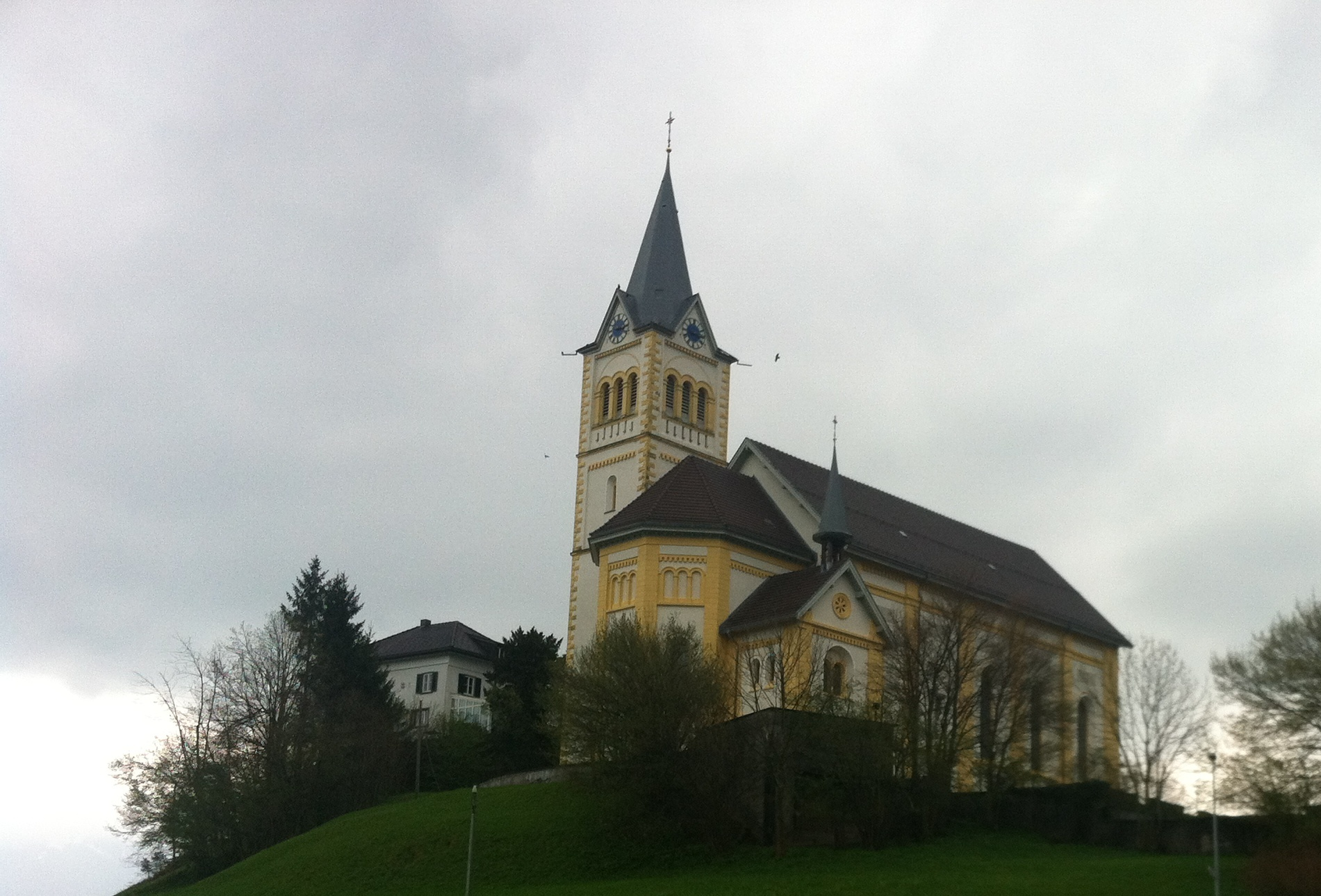
Kirche St. Laurentius, Reichenburg

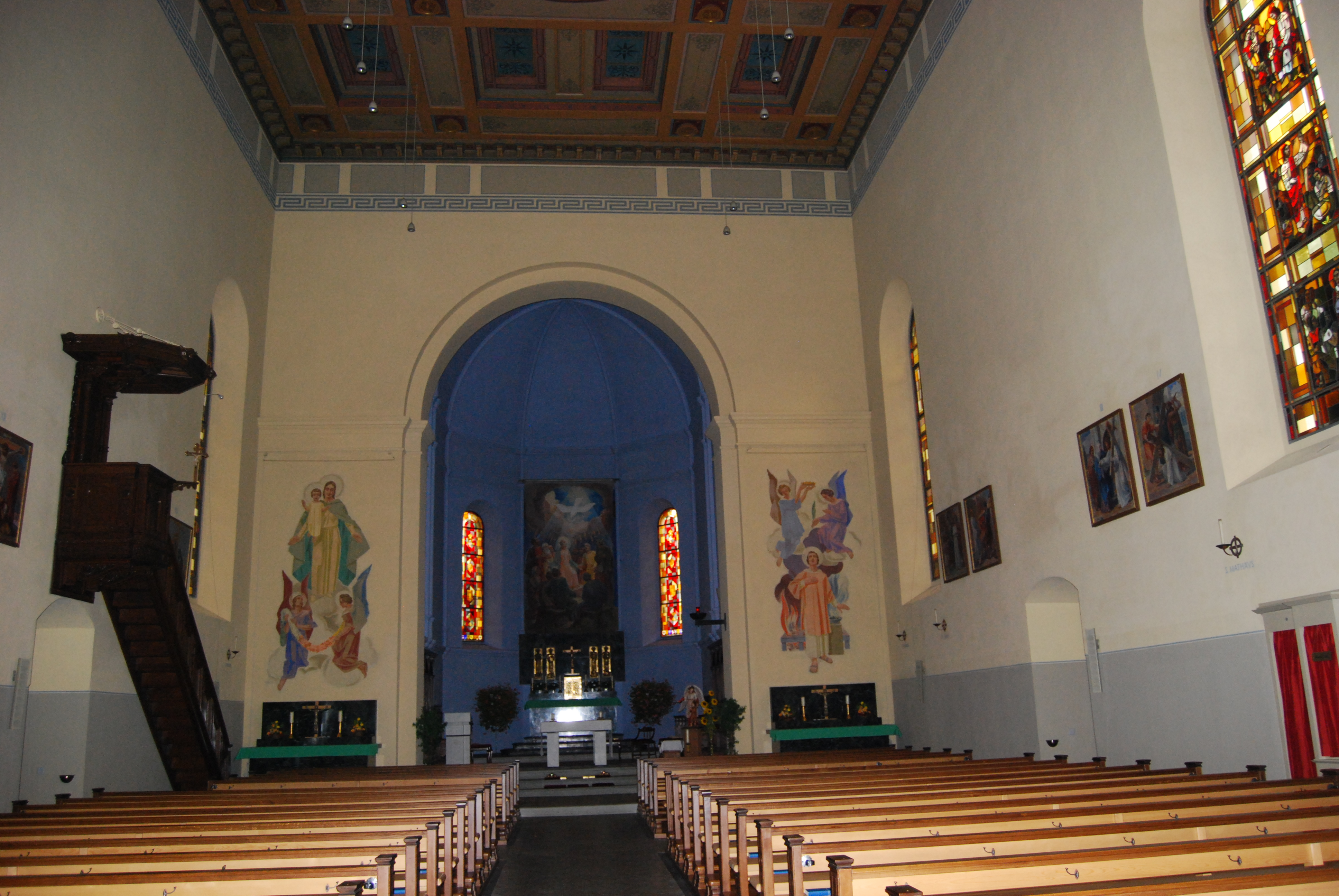
Innenraum der Pfarrkirche

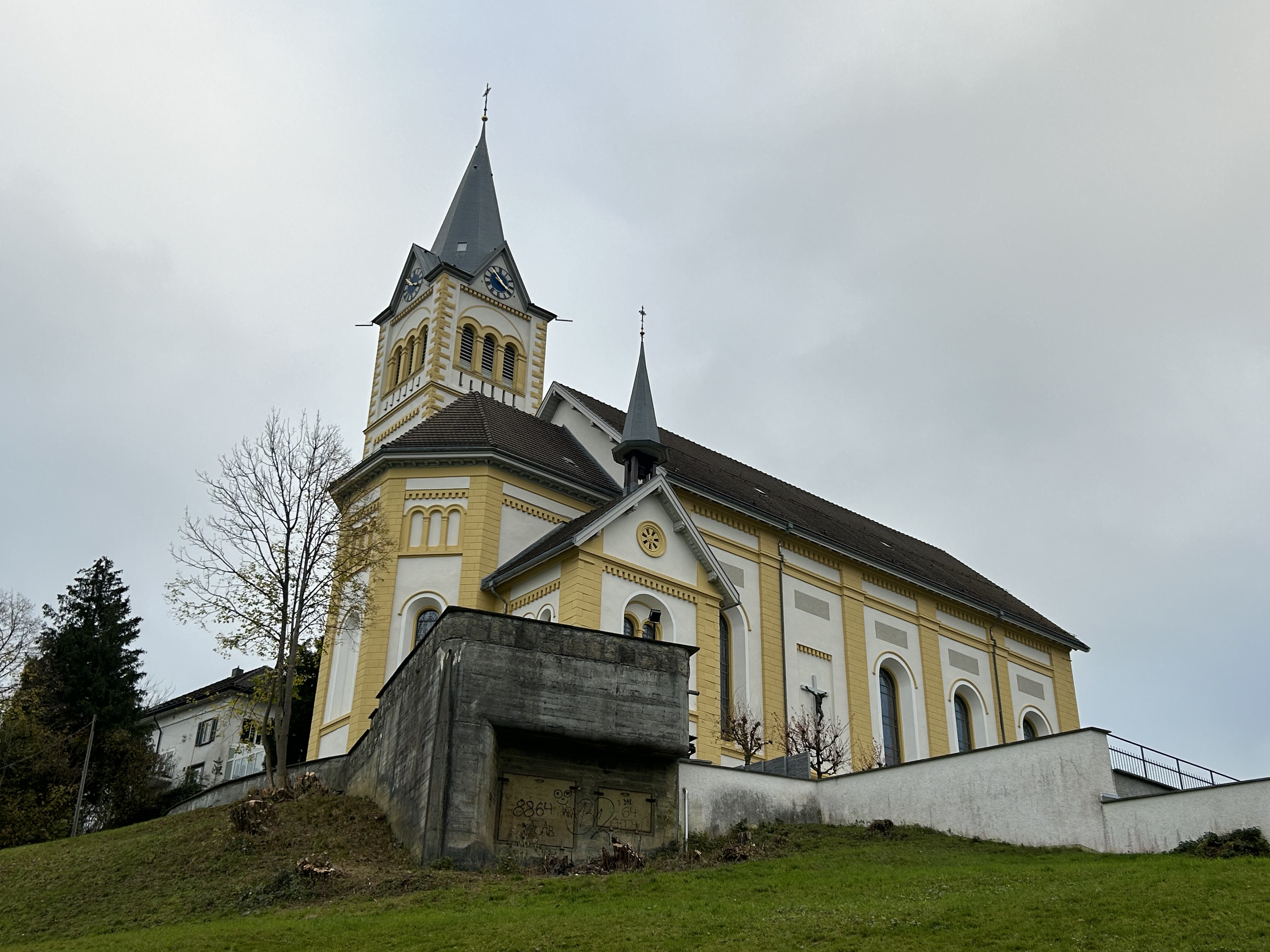
Kirche mit Maschinengewehrbunker

Die Pfarrkirche St. Laurentius ist ein römisch-katholisches Gotteshaus in der Gemeinde Reichenburg, Kanton Schwyz, Schweiz.

## Geschichte und Baugeschichte
1498 wurde Reichenburg, zuvor nach Tuggen kirchgenössig, zur eigenständigen Pfarrei erhoben. Im Jahr 1500 konnte die neue Pfarrkirche eingeweiht werden. Daneben wurde 1661 als Beinhauskapelle die heute noch erhaltene Friedenskapelle erstellt.
Auf dem Burghügel von Reichenburg erhob sich im Mittelalter eine Festung, bis 1850 eine Villa errichtet wurde. Als im 19. Jahrhundert die spätgotische Kirche zu klein geworden war, wählte man den markanten und aussichtsreichen Burghügel als Standort der neuen Kirche. Mit dem Bau des Gotteshauses wurde der Schwyzer Architekt Clemens Steiner, Vater des späteren Architekten Joseph Steiner, beauftragt. Die Einweihung erfolgte 1885. 1935 fand eine stark eingreifende Renovation im Sinne der Neuen Sachlichkeit statt. Weitere Renovationen erfolgten 1964, 1969 und 2000.
Unter der Kirche befindet sich das Infanteriewerk A6874 Burg, oft auch als KK Reichenburg bezeichnet, was für Katholische Kirche steht. Ausgelegt für 80 Mann und 7 Offiziere und bewaffnet mit drei Maschinengewehren gehört es zum Stützpunkt Reichenburg welcher über Panzerhindernisse und Bunkeranlagen mit dem Benkner Büchel und mit einer Panzersperre via Mühlenen bis nach Tuggen verbunden war. Heute wissen wir, dass es nie zu einem Angriff Nazi-Deutschlands auf die
Schweiz gekommen ist. Tatsächlich gab es aber mehrere Pläne für eine Invasion (Operation Tannenbaum). Dabei stellte die Linthebene eine bevorzugte Einfallsachse dar. Denn wer die Linthebene unter seiner Kontrolle hatte, der hatte unter anderem auch Zugang in das Becken von Schwyz und Richtung Gotthard, nach Glarus (Klausenpass) oder nach Sargans / Chur. Entsprechend stark war die sogenannte Sperrstelle Linth befestigt – die Bunker entlang des gleichnamigen Flusses zeugen noch heute davon.

## Baubeschreibung

### Aussenbau

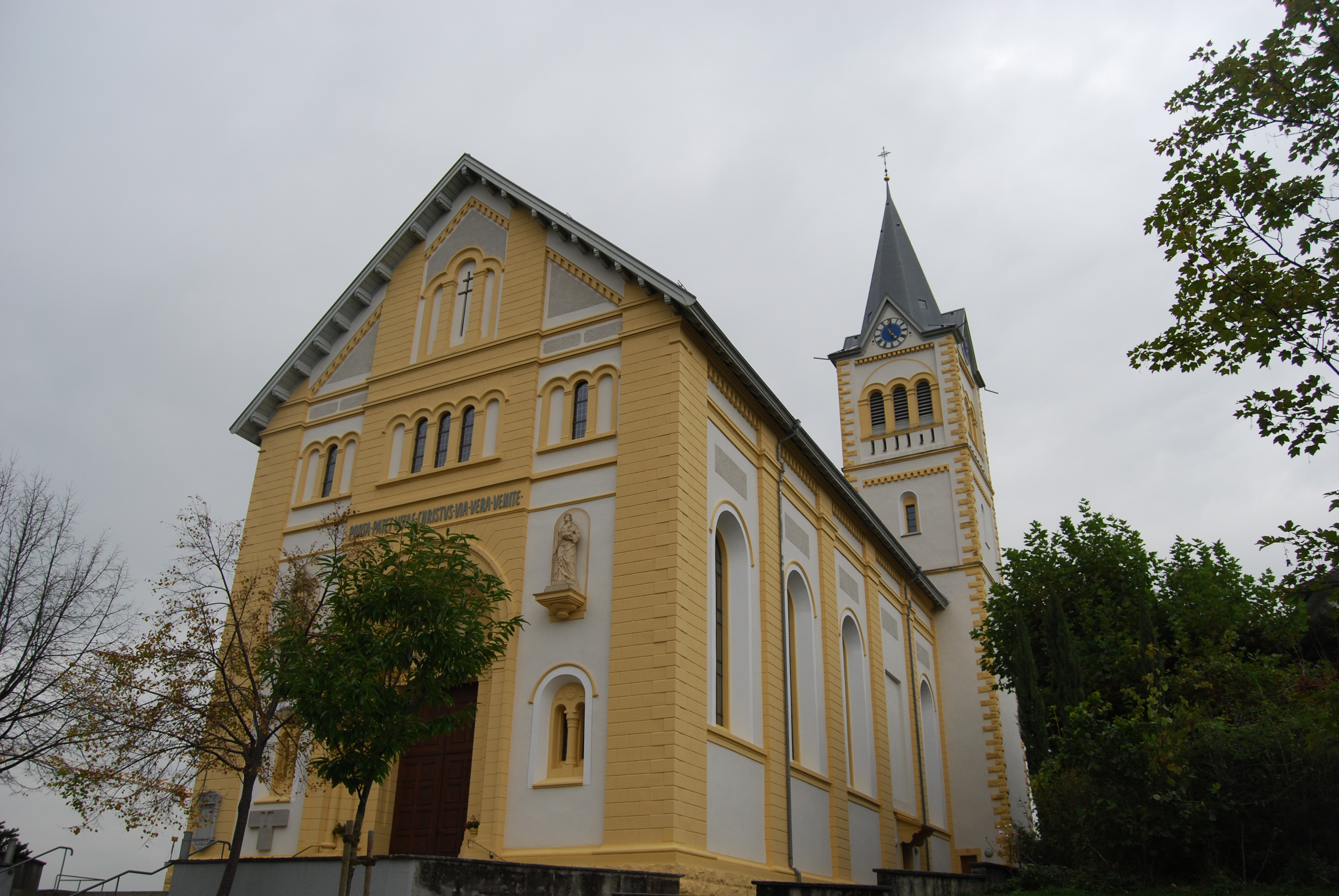
Hauptfassade und Turm

Die Kirche erhebt sich in markanter Lage über der Linthebene. Das historistische Bauwerk vereinigt Elemente der Neuromanik und der Neorenaissance und steht somit in der Tradition des Rundbogenstils. Auffallend ist die Fassung vieler Fassadenelemente im für die Region und die Zeit eher untypischen Kaisergelb. Die Hauptfassade ist reich von Bossen-Pilastern, Gesimsen, Fenstern und Blendbogen gegliedert. Das Tympanon des Rundbogenportals ziert ein Relief von Christus als guter Hirt. Ausserdem zieren Heiligenfiguren und Kenotaphe für verstorbene Priester die Fassaden. Der Polygonalchor wird ostseits vom Turm mit grauem spitzem Turmhelm, westseits von der neuromanischen Sakristei mit Dachreiter flankiert.

### Innenraum

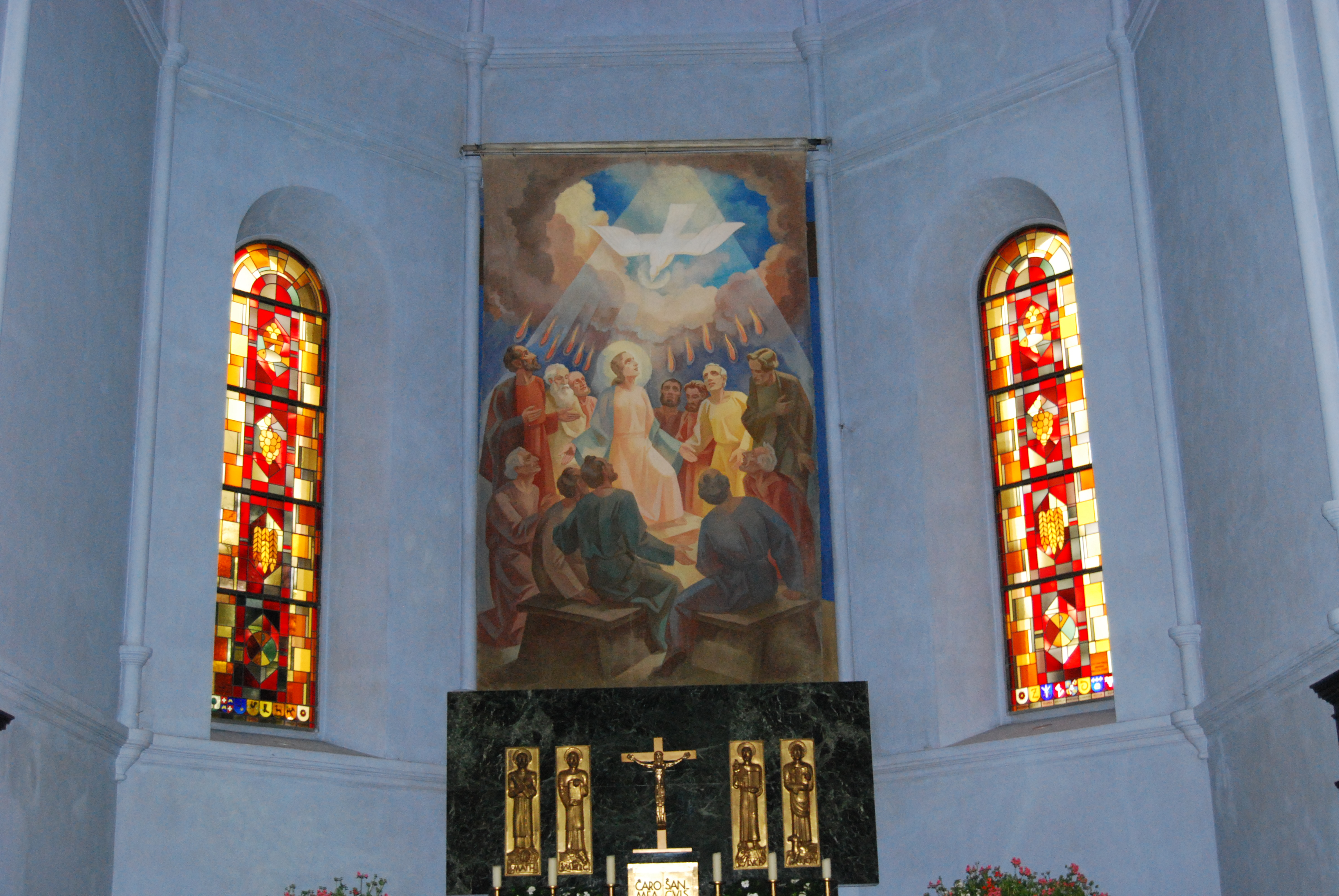
Chorraum mit Hochaltar und Glasgemälden

Der Kirchenraum präsentiert sich als einschiffige Anlage mit eingezogenem Polygonalchor. Aus der Bauzeit erhalten sind die Kanzel und der kunstvolle marmorne Taufstein neben dem Eingang. Aus der alten Kirche übernommen wurden ein spätgotisches Kruzifix und aus der barocke ein Gemälde der Pietà und zwei Rokoko-Figuren (Erzengel Michael und St. Laurentius). Die Kreuzwegstationen schuf Richard Arthur Nüscheler 1914.
Der Hauptteil der Ausstattung geht auf die modernisierende Renovation 1935 zurück: Die Kassettendecke wurde vom Märchler Maler Marius Beul ausgemalt. Die Glasgemälde in den Rundbogenfenstern stammen von August Wanner und die wechselbaren Hochaltartafeln sowie die Wandbilder über den Seitenaltären von August Meinrad Bächtiger.

### Orgel

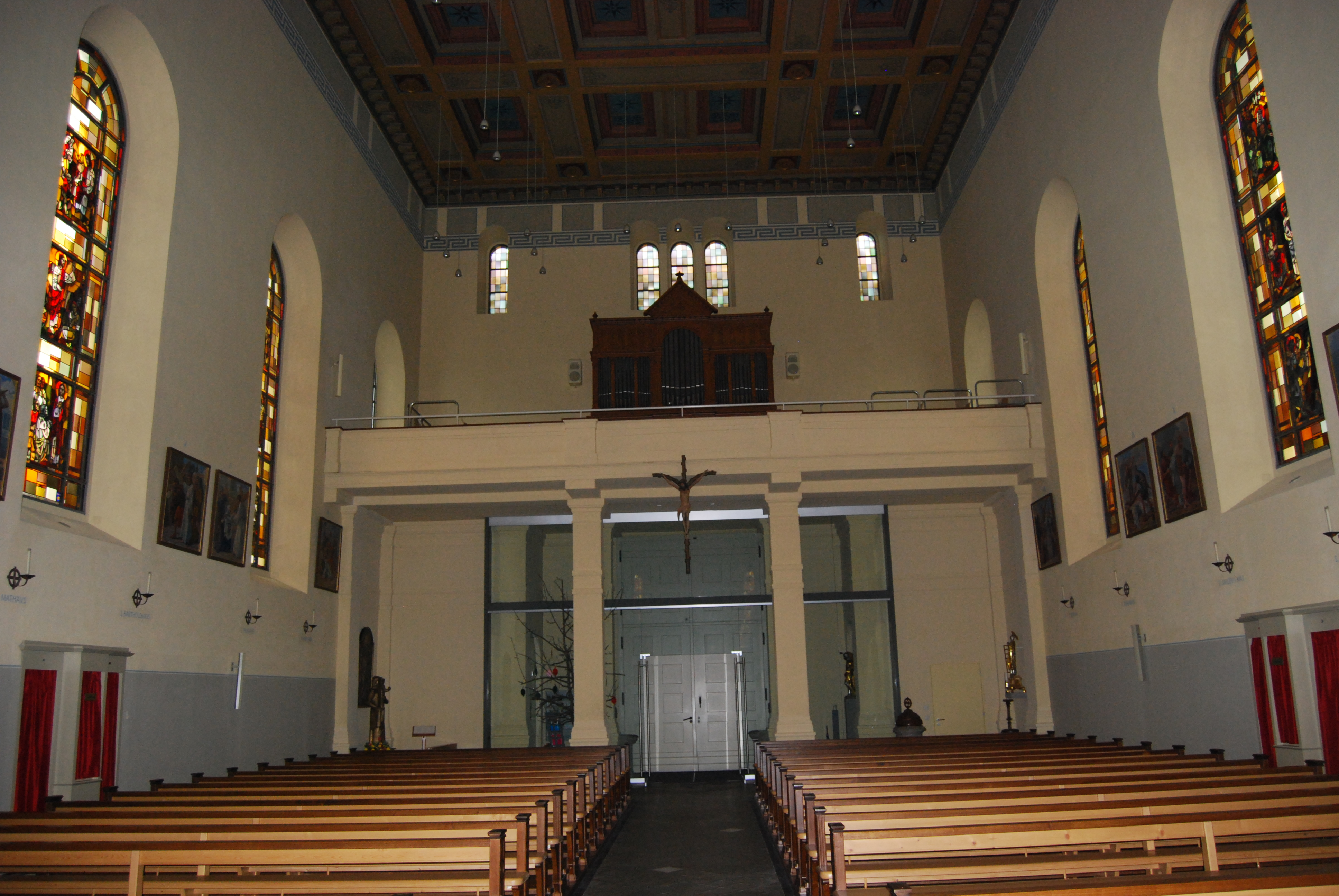
Blick zur Empore mit Kuhn-Orgel

Zu den bedeutendsten Elemente der ursprünglichen Ausstattung gehört die romantische Orgel auf der Rückempore. Sie wurde 1897 von Carl Theodor Kuhn aus Männedorf erbaut und befindet sich in einem Gehäuse mit Neorenaissance-Prospekt. 1935 wurde das Instrument durch Späth Orgelbau eingreifend im Sinne der frühen Orgelbewegung verändert, jedoch 2006 durch Kuhn wieder weitgehend dem Original gemäss rekonstruiert. Es verfügt über zwei Manuale, Pedal, vierzehn Register, eine Crescendo-Walze und drei freie Kombinationen.
| I Hauptwerk C–f3 |       |
| Bourdon          | 16′   |
| Prinzipal        | 8′    |
| Dolce            | 8′    |
| Gamba            | 8′    |
| Oktave           | 4′    |
| Flöte            | 4′    |
| Mixtur IV        | 2 ⁄3′ |

| II Echowerk C–f3        |    |
| Flöte                   | 8′ |
| Salicional              | 8′ |
| Aeoline                 | 8′ |
| Voix Céleste (ab c°) 8′ |    |
| Traversflöte            | 4′ |
| Tremulant               |    |

| Pedal C–d1 |     |
| Subbass    | 16′ |
| Oktavbass  | 8′  |

- Koppeln: II/I, I/P, II/P, Oktavkoppel II/I

### Geläut
Der Kirchturm verfügt über ein fünfstimmiges Geläut der Giesserei H. Rüetschi aus Aarau. Die Glocken wurden 1885 gegossen mit Ausnahme von Glocke 4, die im Jahr 1972 entstand. Eine sechste Glocke hängt im Sakristeitürmchen und eine siebte Glocke ist in einem privaten Garten oberhalb der Kirche aufgestellt.
Übersicht
| Glocke | Name                               | Gewicht | Schlagton |
| ------ | ---------------------------------- | ------- | --------- |
| 1      | Dreifaltigkeitsglocke              | 2536 kg | c′        |
| 2      | Christus-, Wetter- und Feuerglocke | 1231 kg | e′        |
| 3      | Ave-Maria-Glocke                   | 0693 kg | g′        |
| 4      | Laurentiusglocke                   | 0484 kg | a′        |
| 5      | Schutzengelglocke                  | 0279 kg | c″        |